# Dominik Weixelbraun
Dominik Weixelbraun (* 17. Dezember 2003) ist ein österreichischer Fußballspieler.

## Karriere

### Verein
Weixelbraun begann seine Karriere beim SV Kirchberg/Walde. Zur Saison 2016/17 wechselte er in die AKA St. Pölten, in der er fortan sämtliche Altersstufen durchlief. Zur Saison 2021/22 wechselte der Stürmer zum Zweitligisten FC Juniors OÖ, bei dem er einen bis Juni 2024 laufenden Vertrag erhielt.
Sein Debüt in der 2. Liga gab er im Juli 2021, als er am ersten Spieltag jener Saison gegen den SV Lafnitz in der Startelf stand. Im Februar 2022 erhielt er einen Vertrag beim LASK, blieb allerdings im Kader der Juniors. Für diese kam er bis Saisonende zu 28 Zweitligaeinsätzen, in denen er acht Tore erzielte. Nach der Saison 2021/22 zogen sich die Juniors allerdings aus der 2. Liga zurück. Daraufhin wechselte Weixelbraun leihweise zum Zweitligisten SKU Amstetten. Für den SKU kam er während der Leihe zu 29 Zweitligaeinsätzen, in denen er zweimal traf. Im Juli 2023 wurde der Leihvertrag anschließend um ein weiteres Jahr verlängert. Nach weiteren 24 Zweitligaeinsätzen wurde er im Juni 2024 fest verpflichtet. In der Saison 2024/25 absolvierte er anschließend 27 Zweitligapartien, in denen er neunmal traf.
Zur Saison 2025/26 wechselte Weixelbraun zur Reserve des SK Rapid Wien, bei dem er einen bis 2027 laufenden Vertrag erhielt. Bei Rapid wurde er aber noch in der Sommerpause in den Profikader integriert und debütierte anschließend im Juli 2025 in der Qualifikation zur UEFA Conference League gegen den FK Dečić Tuzi für die Wiener.

### Nationalmannschaft
Im September 2021 gab Weixelbraun gegen die Türkei sein Debüt im österreichischen U-19-Team. Mit der U-19-Auswahl nahm er 2022 an der EM teil. Während des Turniers kam er in allen vier Partien zum Einsatz, mit Österreich schied er aber in der Gruppenphase aus und verpasste anschließend auch die Qualifikation für die WM.